# نیل اشتون
نیل اشتون (انگلیسی: Neil Ashton؛ زادهٔ ۱۵ ژانویهٔ ۱۹۸۵) بازیکن فوتبال اهل بریتانیا است.
از باشگاه‌هایی که در آن بازی کرده‌است می‌توان به باشگاه فوتبال ترانمره راورز، باشگاه فوتبال مکلسفیلد تاون، باشگاه فوتبال بارو، باشگاه فوتبال ورکسام، و باشگاه فوتبال شروزبری تاون اشاره کرد.